# Liste der Bodendenkmale in der Samtgemeinde Lengerich
In der Liste der Bodendenkmale in der Samtgemeinde Lengerich sind die Bodendenkmale der niedersächsischen Samtgemeinde Lengerich aufgeführt. Die Quelle ist der Denkmalatlas Niedersachsen.
- Bitte beachten Sie, dass diese Liste keinen Anspruch auf Vollständigkeit erhebt.
- Die Angaben ersetzen nicht die rechtsverbindliche Auskunft der zuständigen Denkmalschutzbehörde.
- Es sind nur Daten aus dem Denkmalatlas verarbeitet.
- Der Stand der Liste ist der 30. März 2025.

Samtgemeinde Lengerich im Landkreis Emsland

## Allgemein
In den Spalten finden sich folgende Informationen des Bodendenkmales:
| Lage         | geographische Koordinaten                                                           |
| Bezeichnung  | Bezeichnung lt. Denkmalatlas                                                        |
| Beschreibung | Beschreibung lt. Denkmalatlas                                                       |
| ID           | Objekt-ID                                                                           |
| Bild         | Bild, ggf. zusätzlich mit Link zu weiteren Fotos im Medienarchiv Wikimedia Commons. |

## Handrup
| Lage                      | Bezeichnung                   | Beschreibung | ID       | Bild |
| ------------------------- | ----------------------------- | --- | -------- | ---- |
| 52° 34′ 2″ N, 7° 36′ 1″ O | Handrup 6, Handruper Landwehr | Landwehr bestehend aus 2 parallelen, NNW-SSO verlaufenden Verteidigungslinien, jeweils bestehend aus einem Graben und beidseitig flankierenden Wällen. Abstand zwischen den Systemen ca. 10 m. - Teilstück I (westliches System): Länge 140 m; Breite 16 m; Wallhöhe über Geländeoberfläche ca. 0,4 m; Grabentiefe unter Geländeoberfläche ca. 0,8 m. Im Südbereich stellenweise steil geböscht; Südliches Kopfende spitz, nördliches Ende stark abgeflacht auslaufend. - Teilstück II (östliches System): Länge insgesamt ca. 90 m (mehrere Reststücke, mit Unterbrechungen); Wallbreite ca. 4,5 m; Grabenbreite 4 m; Wallhöhe über Geländeoberfläche 0,2 m; Grabentiefe unter Geländeoberfläche 0,3 m. | 28950781 | BW   |

## Langen
| Lage                        | Bezeichnung                             | Beschreibung | ID       | Bild           |
| --------------------------- | --------------------------------------- | --- | -------- | -------------- |
| 52° 32′ 27″ N, 7° 28′ 14″ O | Langen 1, Steinkreuz                    | Kopf, Arme und Schaft sind gerade. Das Kreuz steht ca. in West-Ost Richtung. Grundmaterial ist Granit. Schafthöhe 83 cm, Breite 74 cm, Dicke 27 cm, Kopfhöhe 30 cm, Armbreite 24 cm nach Westen, Armbreite 25 cm nach Osten. Kreuz steht auf einem Steinsockel, Maße = 44 × 43 cm. Kreuz ist gut erhalten. Es steht in unmittelbarer Nähe der Mittelpunktkirche Langen. | 28961944 | BW             |
| 52° 30′ 58″ N, 7° 27′ 41″ O | Langen 2, Großsteingrab auf dem Radberg | Emsländische Kammer von der noch die Reste einer ovalen Einfassung, sowie der Grundriss fast vollständig erhalten geblieben sind. Ursprünglich bestand das Grab aus einer 12-jochigen Kammer (17 × 1,2 m). Zehn Decksteine sind heute noch erhalten, z.T zerbrochen und nicht mehr in ihrer ursprünglichen Lage. Der Eingang befindet sich in der Mitte der Südseite. Die Umfassung besteht noch aus 20 Steinen (30 × 14 m), die ovale Form, zeigt eine Ausbuchtung im Süden. Ehemalige Reste sind im Gelände noch zu erkennen. | 28961932 | Weitere Bilder |
| 52° 30′ 34″ N, 7° 27′ 41″ O | Langen 5, Grabhügel                     | Durchmesser ca. 15 m und Höhe ca. 1,45 m. Rund, Gipfelmulde. | 28961946 | BW             |
| 52° 31′ 19″ N, 7° 28′ 11″ O | Langen 6, Grabhügel                     | Durchmesser ca. 13 m und Höhe ca. 1,7 m. Fast rund, Gipfelmulde. An Westseite schließt ein Wall an. | 28961945 | BW             |
| 52° 32′ 18″ N, 7° 29′ 34″ O | Langen 28, Grabhügel                    | Durchmesser ca. 15 m und Höhe ca. 1 m. Annähernd rund. Einsenkungen im NO-Bereich, sonst ebenmäßig gewölbt. Tierbaue. | 28950900 | BW             |
| 52° 32′ 18″ N, 7° 29′ 34″ O | Langen 29, Grabhügel                    | Durchmesser ca. 8 m und Höhe ca. 0,3 m. Annähernd rund. | 28950902 | BW             |
| 52° 32′ 18″ N, 7° 29′ 33″ O | Langen 30, Grabhügel                    | Durchmesser ca. 12 m und Höhe ca. 0,5 m. Rund. | 28950777 | BW             |

### Langen 7
- ID:28950789
- Grabhügelfeld.

| Lage                        | Bezeichnung | Beschreibung | ID       | Bild |
| --------------------------- | ----------- | --- | -------- | ---- |
| 52° 32′ 17″ N, 7° 29′ 52″ O | Langen 7    | Durchmesser ca. 13,5 m und Höhe ca. 0,8 m. Rund. Ca. 3/4 abgetragen; Südöstlicher Hügelrest erhalten.                                 | 28950897 | BW   |
| 52° 32′ 16″ N, 7° 29′ 53″ O | Langen 8    | Durchmesser ca. 17 m und Höhe ca. 1,2 m. Rund.                                                                                        | 28950898 | BW   |
| 52° 32′ 13″ N, 7° 29′ 53″ O | Langen 9    | Durchmesser ca. 15,5 m und Höhe ca. 1,15 m. Fast rund. Mit kleinen Pflanzfurchen durchzogen.                                          | 28950899 | BW   |
| 52° 32′ 16″ N, 7° 29′ 51″ O | Langen 47   | Durchmesser ca. 15 m und Höhe ca. 1,3 m. Rund. Gestört durch tiefe Rinne und Graben im Zentrum sowie am nordöstlichen Rand. Tierbaue. | 28950901 | BW   |
| 52° 32′ 19″ N, 7° 29′ 52″ O | Langen 48   | Durchmesser ca. 18 m und Höhe ca. 1 m. Annähernd rund. Gestört durch Anlage eines Rodungswalles.                                      | 28950903 | BW   |
| 52° 32′ 18″ N, 7° 29′ 50″ O | Langen 49   | Durchmesser ca. 11 m und Höhe ca. 0,7 m. Annähernd rund. Einkuhlungen. Tiefe Furchen am nordwestlichen Hügelfuß.                      | 28950904 | BW   |
| 52° 32′ 14″ N, 7° 29′ 57″ O | Langen 50   | Durchmesser ca. 18 m und Höhe ca. 1,3 m. Rund. Abgeflachte Kuppe. NW-SO verlaufende Pflanzfurchen.                                    | 28950905 | BW   |
| 52° 32′ 14″ N, 7° 29′ 55″ O | Langen 51   | Durchmesser ca. 12 m und Höhe ca. 1,2 m. Ehemals rund. Nordwestliche Hälfte beim Bau einer Forstschneise abgetragen.                  | 28950906 | BW   |
| 52° 32′ 14″ N, 7° 29′ 57″ O | Langen 52   | Durchmesser ca. 10 m und Höhe ca. 0,4 m. Annähernd rund. Südwestlicher Hügelfuß von Waldweg angeschnitten.                            | 28950907 | BW   |

### Langen 11
- ID:28962065
- Grabhügelfeld, auf dem mindestens 12 Grabhügel zu erkennen sind.

| Lage                        | Bezeichnung | Beschreibung | ID       | Bild |
| --------------------------- | ----------- | --- | -------- | ---- |
| 52° 31′ 29″ N, 7° 29′ 16″ O | Langen 11   | Durchmesser ca. 12,5 m und Höhe ca. 1,1 m. Fast rund. An NW-Seite durch Waldweg angeschnitten; Furche.                | 28962062 | BW   |
| 52° 31′ 29″ N, 7° 29′ 17″ O | Langen 12   | Durchmesser ca. 9 m und Höhe ca. 0,4 m. Fast rund                                                                     | 28962056 | BW   |
| 52° 31′ 29″ N, 7° 29′ 18″ O | Langen 13   | Durchmesser ca. 14 m und Höhe ca. 0,7 m. Rund. Sehr ausgedehnte und tiefe Gipfelmulde, Tiergänge. Teilweise zerstört. | 28962057 | BW   |
| 52° 31′ 28″ N, 7° 29′ 15″ O | Langen 14   | Durchmesser ca. 17,5 m und Höhe ca. 1,5 m. Fast rund. An NW-Seite durch Waldweg angeschnitten; Pflanzungsfurche.      | 28962059 | BW   |
| 52° 31′ 28″ N, 7° 29′ 19″ O | Langen 15   | Durchmesser ca. 14 m und Höhe ca. 1,1 m. Rund, gut erhalten.                                                          | 28961960 | BW   |
| 52° 31′ 27″ N, 7° 29′ 16″ O | Langen 16   | Durchmesser ca. 15 m und Höhe ca. 0,9 m. Rund. Südseite von Waldweg angeschnitten. Pflanzungsfurche.                  | 28962060 | BW   |
| 52° 31′ 24″ N, 7° 29′ 16″ O | Langen 18   | Durchmesser ca. 7 m und Höhe ca. 0,9 m. Rund und vielleicht später noch aufgeschüttet.                                | 28962063 | BW   |
| 52° 31′ 22″ N, 7° 29′ 13″ O | Langen 20   | Durchmesser ca. 7,5 m und Höhe ca. 0,4 m. Rund, klein, flach.                                                         | 28962061 | BW   |
| 52° 31′ 21″ N, 7° 29′ 13″ O | Langen 21   | Durchmesser ca. 8,5 m und Höhe ca. 0,7 m. Rund.                                                                       | 28962058 | BW   |
| 52° 31′ 21″ N, 7° 29′ 13″ O | Langen 22   | | 28962066 | BW   |

## Lengerich
| Lage                        | Bezeichnung             | Beschreibung | ID       | Bild |
| --------------------------- | ----------------------- | --- | -------- | ---- |
| 52° 31′ 51″ N, 7° 32′ 17″ O | Lengerich 1, Grabhügel  | Durchmesser ca. 6,5 m und Höhe ca. 0,6 m. Rund. Durch rechteckige Grube im Ostbereich gestört. | 28962068 | BW   |
| 52° 31′ 51″ N, 7° 32′ 18″ O | Lengerich 2, Grabhügel  | Durchmesser ca. 7,3 m und Höhe ca. 0,7 m. Rund. Ungestört. | 28962069 | BW   |
| 52° 33′ 13″ N, 7° 31′ 49″ O | Lengerich 4, Steinkreuz | 4a: Rötlicher Sandstein; Orientierung: NO-SW; sichtbare Gesamthöhe 0,9 m; Vorderseite durch randparallele Rillen verziert, Reste einer zweizeiligen Inschrift vorhanden. 4b: Heller Sandstein; sichtbare Gesamthöhe 0,86 m.                 | 28962070 | BW   |
| 52° 32′ 10″ N, 7° 31′ 32″ O | Lengerich 6, Grabhügel  | Durchmesser ca. 21 m und Höhe ca. 1,15 m. Rund. Abgeflachte Kuppe. Mäßig steil gewölbte Hangflächen. Hügelfuß nach Südwesten auslaufend, sonst gut abgesetzt.                                                                               | 28962071 | BW   |
| 52° 32′ 5″ N, 7° 31′ 28″ O  | Lengerich 7, Grabhügel  | Durchmesser ca. 23 m und Höhe ca. 1,2 m. Rund. Mäßig steil gewölbte Hangflächen. Gut abgesetzter Hügelfuß. Die breite abgeflachte Kuppe ist eingetieft. Vereinzelt Tiergänge. Im nordöstlichen Randbereich schließt eine tiefe Erdgrube an. | 28962072 | BW   |